# Microxydia vestigiata
Microxydia vestigiata är en fjärilsart som beskrevs av Paul Dognin 1913. Microxydia vestigiata ingår i släktet Microxydia och familjen mätare. Inga underarter finns listade i Catalogue of Life.